# Lorenzo Tiepolo
Lorenzo Tiepolo, död 1275, var en venetiansk doge. Han var regerande doge av Venedig 1268–1275. 